# رويال ميتلاند
كان رويال ليثينغتون (بات) ميتلاند (9 يناير 1889 - 28 مارس 1946) محامي وسياسي كندي. شغل منصب نائب رئيس الوزراء والمدعي العام لكولومبيا البريطانية في الحكومة الائتلافية لرئيس الوزراء جون هارت. كما شغل منصب الرئيس الوطني لنقابة المحامين الكندية.

## الفترة الأولى في الهيئة التشريعية لكولومبيا البريطانية
تم انتخاب ميتلاند لأول مرة في الهيئة التشريعية لكولومبيا البريطانية كمحافظ MLA لمدينة فانكوفر في الانتخابات العامة لعام 1928. بحلول وقت انتخابات المقاطعات عام 1933، انهارت حكومة المحافظين لرئيس الوزراء سيمون فريزر تولمي إلى فصائل متنافسة. لم يترشح ميتلاند لإعادة انتخابه.

## العودة إلى الهيئة التشريعية كزعيم للمعارضة الرسمية
عاد ميتلاند إلى منصبه في الانتخابات العامة لعام 1937 من ركوب فانكوفر بوينت جراي. في العام التالي، بعد وفاة فرانك بورتر باترسون، زعيم حزب المحافظين، أصبح ميتلاند زعيم الحزب وزعيم المعارضة. كان التحدي الذي يواجهه هو إعادة بناء حزب المحافظين البريطاني المحتضر في كولومبيا، والذي انقسم إلى قسمين وانهار في عام 1933 تحت قيادة تولمي

## الإنضمام إلى حكومة الائتلاف لجون هارت
في انتخابات المقاطعات عام 1941، قاد ميتلاند المحافظين إلى نهاية قوية بنسبة 30.91 في المائة من الأصوات و 12 مقعدًا، على الرغم من مضاعفة CCF لمقاعده، تم تخصيص الحزب للمركز الثالث. تم تقليص حكومة توماس دوفرين باتولو الليبرالية إلى حكومة أقلية، وعلى الرغم من فوزها بأكبر عدد من المقاعد، إلا أنها حصلت في الواقع على أصوات أقل من CCF. ضغط الحزب الليبرالي على باتولو لتشكيل حكومة ائتلافية مع المحافظين من أجل منع انهيار الحكومة وانتصار محتمل لـ CCF.
رفض باتولو وحل محله جون هارت الذي كان على استعداد لتشكيل ائتلاف. انضم المحافظون بزعامة ميتلاند إلى الحكومة، وحصلوا على ثلاثة مقاعد في مجلس الوزراء مقابل خمسة ليبراليين. أصبح ميتلاند نائب رئيس الوزراء والمدعي العام. بعد أربع سنوات، في انتخابات المقاطعات عام 1945، خاض المحافظون بزعامة ميتلاند الانتخابات بالاشتراك مع الليبراليين وأعيد انتخابهم.

## المهنة قانونية
كان ميتلاند محاميًا جنائيًا بارزًا وأستاذًا في القانون، وكان نشطًا في نقابة المحامين الكندية. أمضى جزءًا من حياته المهنية (1915 إلى 1919) كمدعي عام في فانكوفر. شغل منصب رئيس الجمعية في 1943-1944، عندما كان المدعي العام.

## وفاته
توفي ميتلاند بسبب الإنفلونزا في مستشفى فانكوفر العام في 28 مارس 1946، بعد عام من مشاركته الناجحة في الانتخابات العامة عام 1945.
1. ↑  Times Colonist (بالإنجليزية), Victoria, ISSN:0839-427X, QID:Q970454